# یواس‌اس مگنیت (وای‌دی‌جی-۹)
یواس‌اس مگنیت (وای‌دی‌جی-۹) (به انگلیسی: USS Magnet (YDG-9)) یک کشتی بود که طول آن ۱۸۴ فوت ۶ اینچ (۵۶٫۲۴ متر) بود. این کشتی در سال ۱۹۴۳ ساخته شد.